# Chiesa di Santa Maria Immacolata e San Zeno
La chiesa di Santa Maria Immacolata e San Zeno è il principale luogo di culto cattolico di Cassano d'Adda, nella città metropolitana di Milano e diocesi di Cremona. Inoltre, è sede dell'omonima parrocchia, compresa nella zona pastorale 1.

## Storia
La prima citazione di una chiesa a Cassano d'Adda è da ricercare nel Liber Synodalium del 1385.
Grazie ad un documento del 1404 si conosce che, allora, la suddetta chiesa era filiale della pieve di Arzago.
Dalla relazione della visita pastorale del 1599 del vescovo Cesare Speciano s'apprende che la chiesa era compresa nel vicariato di Rivolta d'Adda e che i parrocchiani erano 1380.

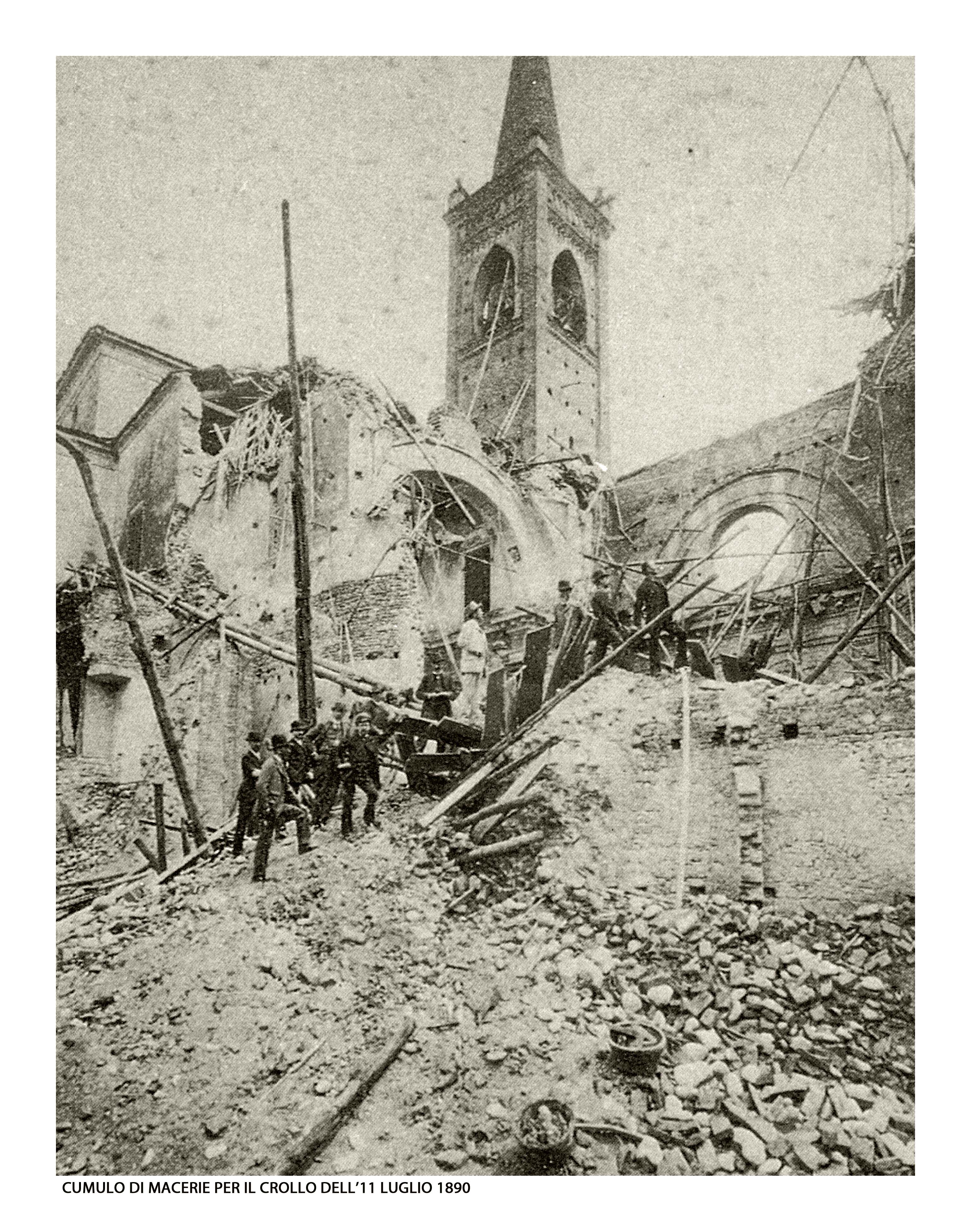
La parte della chiesa crollata nel 1890

 La chiesa venne rifatta su progetto di Paolo Bianchi tra il 1776 ed il 1780.
Nel 1786 risultava che i fedeli erano 2788, salti a 3118 nel 1819.
Tra il 1886 ed il 1890 la chiesa fu ampliata su disegno del varesino Carlo Maciachini, ma nel luglio del 1890 la parte da poco terminata crollò e si rese necessaria la sua riedificazione, condotta da Cesare Nava e terminata nel 1897.
Tra il 1936 ed il 1942 la chiesa fu abbellita dal veronese Gaetano Miolato per volere dell'allora parroco monsignor Aristide Favalli.

## Descrizione

### Esterno
La facciata è tripartita da quattro lesene ed è divisa in due registri da una cornice marcapiano; nell'ordine inferiore si aprono ai lati del portale due nicchie contenenti le statue dei santi Zenone e Carlo, mentre quello superiore presenta un finestrone centrale e due altre nicchie, in cui trovano posto le statue delle sante Eurosia e Maria Maddalena, mentre agli angoli laterali del timpano si trovano diversi e a quello sul colmo una statua che ha come soggetto santa Maria Immacolata.

### Interno
L'interno della chiesa è ad un'unica navata. Opere di pregio qui conservate sono un ostensorio del 1600, gli affreschi raffiguranti la Sacra Famiglia e Sant'Angela Merici, eseguiti nel 1939 da Gaetano Miolato, la statua della Madonna conservata nella cappella della Beata Vergine di Caravaggio, le statue dell'Addolorata con Cristo morto, di San Giovanni e di Santa Maria Maddalena, scolpite da Pietro Ferraroni, e l'affresco con San Francesco e Santa Caterina assieme ai Santi Ludovico ed Elisabetta d'Ungheria, dipinto nel 1941 anch'esso dal Miolato.